# Papyrus Leiden I 344

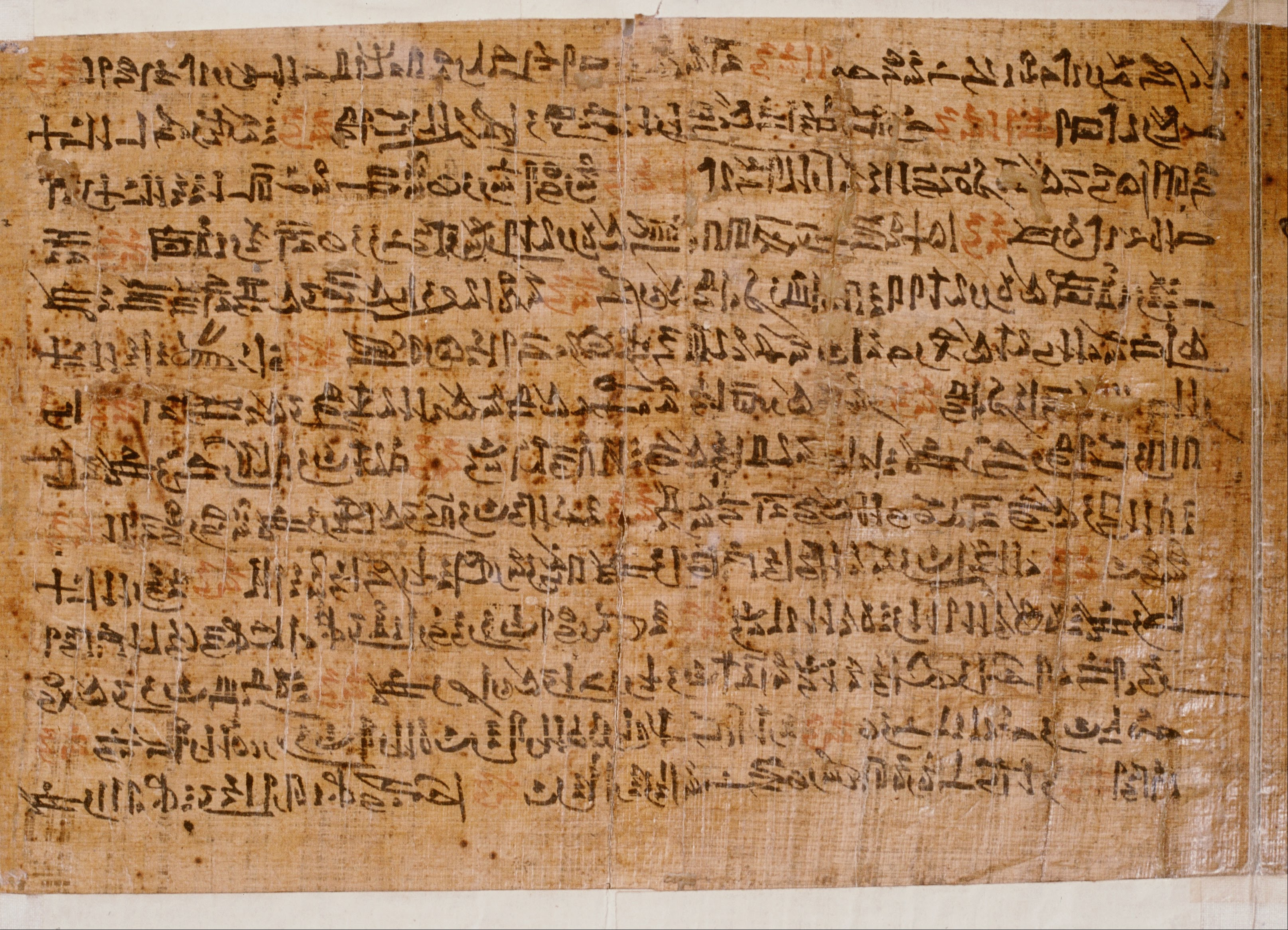
Papyrus Leiden I 344

Der Papyrus Leiden I 344 (auch Ipuwer-Papyrus genannt) ist ein altägyptischer Papyrus aus der Ramessidenzeit, der den wesentlich älteren Text der Klagen des Ipuwer (englisch The Admonitions of Ipuwer) enthält. Der in Hieratisch verfasste Text ist ein bedeutendes Werk der ägyptischen Auseinandersetzungsliteratur. Das 37,8 cm lange und 19 cm hohe Dokument wird im Rijksmuseum van Oudheden in Leiden ausgestellt. Eine erste Edition brachte Alan Gardiner unter dem Titel Admonitions of an Egyptian Sage heraus. Die Unwetterstele aus der Regierungszeit von Ahmose I enthält eine ähnliche Beschreibung der Naturkatastrophe, sie wird aber in der jetzigen ägyptischen Chronologie (2014) etwa 150 Jahre später datiert als das auf dem Papyrus Ipuwer beschriebene Ereignis.

## Titel und Aufbau
Aufgrund des fragmentarischen Zustandes des einzigen Textzeugen, von dem an Anfang und Ende Passagen unbekannter Länge verloren sind, ist ein ägyptischer Titel des Werkes nicht erhalten. Aufgebaut ist der Text als Dialog zwischen dem für die moderne Bezeichnung des Textes namensgebenden Ipuwer und seinem als Weltherrn bezeichneten Gegenüber.

## Datierung
Der Text wurde von John Van Seters in die Zeit der Hyksos-Invasion am Ende des Mittleren Reiches und dem Beginn der Dunklen Zeit datiert (ca. 1674 v. Chr.). Neuere Untersuchungen unterstützen eine Datierung in das späte Mittlere Reich (nach Sesostris III., aber vor der Hyksosherrschaft). Der Papyrus Leiden I 344, auf dem der wesentlich ältere Text überliefert ist, stammt hingegen aus der Ramessidenzeit (ca. 1250 v. Chr.).

## Inhalt
Eine in Teilen deutsche Übersetzung:
I
Der Tugendhafte klagt: Was ist im Land nur geschehen? … die Wüstenstämme sind überall zu Ägyptern geworden … Was die Vorfahren vorhersagten, ist eingetroffen … Das Land quillt über von Verbündeten … Der Nil tritt über die Ufer, doch keiner pflügt danach den Acker. Jeder spricht: ›Wir wissen nicht, was mit dem Land geschehen wird.‹ Unfruchtbar sind die Frauen … keine Männer werden mehr geboren wegen der Zustände im Land.
II
Die Armen besitzen plötzlich Reichtümer … die Seuche ist im ganzen Land, Blut überall, der Tod fehlt nicht … Viele Tote sind im Fluss begraben. Der Strom ein Grab, der Ort der Einbalsamierung ein Strom. Die Adeligen sind in Not, doch der Arme ist voller Freude. Jede Stadt sagt: Lasst uns die Mächtigen unterdrücken! … Im ganzen Land ist Schmutz und da ist niemand, dessen Kleider noch weiß sind in diesen Zeiten. Wie eine Töpferscheibe dreht sich das Land. Der Räuber besitzt Reichtümer … Fürwahr, der Fluss ist zu Blut geworden, doch die Menschen trinken daraus … Fürwahr, Tore, Säulen und Mauern sind verbrannt … Städte sind zerstört und Oberägypten ist ein leeres Ödland geworden … Fürwahr, da sind nur noch wenige Menschen und überall beerdigen Menschen ihre Brüder.
III
Fürwahr, die Wüste hat sich im ganzen Land ausgebreitet … und die Ausländer sind nach Ägypten gekommen … Es gibt keine Ägypter mehr. Sklavinnen tragen Halsketten aus Gold und Lapislazuli, Silber und Türkis, Karneol und Amethyst … Uns fehlt Gold … die Rohstoffe sind ausgegangen … Der Palast ist geplündert … Es fehlen Getreide, Holzkohle, Obst und Hölzer … Wozu die Schatzkammer ohne Einnahmen? … Was können wir tun? Verderben überall! Das Lachen ist verstummt … man stöhnt und klagt im ganzen Land.
IV
Ranghoher und Niemand sind nicht mehr zu unterscheiden. Fürwahr, Groß und Klein sprechen: »Ich wünschte zu sterben.« Kleine Kinder sagen: Man hätte mich nicht zur Welt bringen sollen. Fürwahr, Prinzen werden an Mauern zerschmettert … Was gestern zu sehen war, ist dahin; das Land ächzt unter seiner Schwäche wie beim Schneiden von Flachs … Die nie das Tageslicht sahen, sind ungehindert hinausgegangen … Frei reden dürfen alle Sklavinnen. Und spricht ihre Herrin, so stört es sie. Fürwahr, die Bäume sind umgestürzt und ihrer Zweige beraubt.
V
Kuchen fehlt für die meisten Kinder, es gibt kein Essen … Großbauern sind hungrig … Fürwahr, der Heißblütige sagt: Wenn ich wüsste, wo Gott ist, so würde ich ihm dienen. Läufer kämpfen um den Raub der Räuber. Alles Eigentum wird weggebracht. Fürwahr, die Tiere weinen, die Rinder klagen über den Zustand im Land. Fürwahr, Prinzen werden an Mauern zerschmettert … Fürwahr, der Schrecken tötet, der Geängstigte gebietet dem Einhalt, was gegen deine Feinde getan wird. Die Wenigen sind zufrieden … Fürwahr, die Sklaven … im ganzen Land. Männer lagern im Hinterhalt, bis der nächtliche Wanderer vorbeikommt. Dann plündern sie sein Hab und Gut. Mit Stöcken schlagen sie ihn zusammen und töten ihn. Fürwahr, was gestern zu sehen war, ist dahin, das Land ächzt unter seiner Schwäche wie beim Schneiden von Flachs.
VI
Fürwahr, überall ist die Gerste verdorben und den Menschen fehlt Kleidung, Gewürz und Öl. Jeder sagt: Es gibt nichts. Das Lagerhaus ist leer und seine Wächter liegen am Boden … Der Diener ist zum Herrn von Dienern geworden … Die Schriften der Schreiber sind vernichtet … Die Kinder der Mächtigen sind auf die Straße geworfen.
VII
Siehe, Dinge sind geschehen, die lange nicht mehr geschehen sind; der König ist vom Pöbel abgesetzt worden … Siehe, Ägypten ist durch das Schütten von Wasser gefallen und der das Wasser auf den Boden schüttete, hat den Starken ins Elend gestürzt. Siehe, die Schlange ist aus ihrem Loch genommen und die Geheimnisse der Könige von Ober- und Unterägypten sind preisgegeben … Siehe, wer vorher Gewänder besaß, ist nun in Lumpen gekleidet. Doch wer vorher nicht für sich weben konnte, besitzt nun feines Leinen. Siehe, wer vorher kein Boot für sich bauen konnte, besitzt nun eine Flotte … Siehe, wer vorher die Leier nicht kannte, besitzt nun eine Harfe.
VIII
Siehe, wer vorher kein Besitz hatte, besitzt nun Reichtümer und die Mächtigen preisen ihn. Siehe, die Armen des Landes sind reich geworden … Siehe, die Sklaven sind Herren geworden, die einst Boten waren, senden nun selbst jemanden aus … Wer vorher für sich nicht schlachten konnte, schlachtet nun Bullen …

## Interpretation
Der Ipuwer-Text beschreibt Ägypten als von Naturkatastrophen befallenes, zusammengebrochenes Gemeinwesen. Ehemals Untergebene besetzten jetzt hohe Ämter, während die einstige obere Klasse ihren Einfluss verloren hat. Der Text behandelt die größte vorstellbare nationale Katastrophe und ihre Folgen. Diese umfassen einen wirtschaftlichen Zusammenbruch, eine Hungersnot sowie soziale und politische Umwälzungen.
Er wird als generelle Klage über das Chaos in dieser Periode oder in der älteren Forschung als historische Dichtung den Fall des Alten Reiches Jahrhunderte vorher schildernd verstanden, eventuell auch einer Kombination aus beidem.
Nach einer anderen Interpretation beschreibt der Text die mit den Zehn Plagen, dem Auszug aus Ägypten und der Vernichtung des ägyptischen Heeres im Schilfmeer eingetretenen Folgen für Ägypten am Ende des Mittleren Reiches, da es gleich im ersten Absatz um die Bewohner des Deltas geht. Gerade in jener Region lebten die Nachkommen der Israeliten.

## Rezeption
Der Text ist von Bertolt Brecht im Kaukasischen Kreidekreis aufgegriffen worden. Während im originalen Text die Tatsache, dass arme Leute zu Reichtum kommen und dass damit das Weltbild auf den Kopf gestellt wird, beklagt wird, („Siehe, der Mann ohne Besitz ist nun der Herr von Reichtümern“), bejubelt Brecht denselben Tatbestand: „Hurrah, der Mann ohne Besitz ist nun der Herr von Reichtümern“.